# Rinieri da Corneto
Rinieri da Corneto (Tarquinia, ... – antes de 1300) fue un ladrón italiano del siglo XIII famoso por su crueldad. Robaba sobre todo en los caminos de la Maremma y del Agro romano.
Dante Alighieri, más o menos contemporáneo a él, lo colocó en el VII círculo del Infierno entre los ladrones, al lado del "colega" y homónimo Rinieri de' Pazzi (Inf. XII, 137).
La cita dantesca hace pensar que en el 1300, año del viaje imaginario del poeta, él ya se hubiese muerto.
Francesco da Barberino, entre los primeros comentadores de la Comedia, nos da un brutal retrato de él.